# 表没食子儿茶素没食子酸酯
表没食子儿茶素没食子酸酯（英語：Epigallocatechin gallate，缩写: EGCG），又叫表没食子儿茶素-3-没食子酸酯，商品名為綠茶素。是没食子儿茶酚（Gallocatechol）与没食子酸形成的酯，属于儿茶素。EGCG是大多数名茶中含量最丰富的儿茶素（在所有植物里也以名茶中EGCG含量最高）。它还可能是抗氧化剂，抗氧化剂可能可以治疗包括癌症在内的许多疾病。绿茶里有EGCG，但红茶里没有。因为红茶里的EGCG被转化成了茶红素（Thearubigin）。

## 外部連結
- 表兒茶素3沒食子酸酯 Epigallocatechin-3-gallate （页面存档备份，存于） 中草藥化學圖像數據庫 (香港浸會大學中醫藥學院) （中文）（英文）